# El Ronquillo
El Ronquillo település Spanyolországban, Sevilla tartományban. El Ronquillo Almadén de la Plata, Castilblanco de los Arroyos, Guillena, El Garrobo, El Castillo de las Guardas, Zufre és Santa Olalla del Cala községekkel határos. Lakosainak száma 1439 fő (2024).

## Népesség
A település népessége az elmúlt években az alábbi módon változott:
| Lakosok száma | 1394 | 1370 | 1395 | 1424 | 1430 | 1427 | 1354 | 1364 | 1474 | 1439 |
|               | 2001 | 2004 | 2007 | 2009 | 2012 | 2014 | 2017 | 2019 | 2022 | 2024 |